# Partecipanti al Giro dei Paesi Baschi 2025
Elenco dei partecipanti al Giro dei Paesi Baschi 2025.
Il Giro dei Paesi Baschi 2025 è stata la sessantaquattresima edizione della corsa. Alla competizione presero parte 24 squadre: le 18 iscritte all'UCI World Tour 2025 e 6 UCI ProTeam.
Ciascuna delle squadre è composta da sette ciclisti, per un totale di 168 accreditati alla partenza.

## Corridori per squadra
| UAE Team Emirates XRG      | UAE Team Emirates XRG      | UAE Team Emirates XRG      | Ineos Grenadiers        | Ineos Grenadiers        | Ineos Grenadiers        | Lidl-Trek               | Lidl-Trek               | Lidl-Trek               |
| -------------------------- | -------------------------- | -------------------------- | ----------------------- | ----------------------- | ----------------------- | ----------------------- | ----------------------- | ----------------------- |
| Nº                         | Ciclista                   | Clas.                      | Nº                      | Ciclista                | Clas.                   | Nº                      | Ciclista                | Clas.                   |
| 1                          | João Almeida               | 1º                         | 11                      | Omar Fraile             | 76º                     | 21                      | Andrea Bagioli          | 36º                     |
| 2                          | Igor Arrieta               | R 6ª                       | 12                      | Kim Heiduk              | NP 5ª                   | 22                      | Otto Vergaerde          | R 6ª                    |
| 3                          | Vegard S. Laengen          | R 6ª                       | 13                      | Victor Langellotti      | R 6ª                    | 23                      | Patrick Konrad          | 42º                     |
| 4                          | Isaac Del Toro             | 15º                        | 14                      | Axel Laurance           | 20º                     | 24                      | Bauke Mollema           | R 6ª                    |
| 5                          | Felix Großschartner        | 51º                        | 15                      | Michael Leonard         | 90º                     | 25                      | Thibau Nys              | 37º                     |
| 6                          | Brandon McNulty            | 52º                        | 16                      | Salvatore Puccio        | R 6ª                    | 26                      | Quinn Simmons           | R 6ª                    |
| 7                          | Marc Soler                 | 50º                        | 17                      | Caleb Ewan              | NP 3ª                   | 27                      | Mattias Skjelmose       | 5º                      |
| Bahrain Victorious         | Bahrain Victorious         | Bahrain Victorious         | Arkéa-B&B Hotels        | Arkéa-B&B Hotels        | Arkéa-B&B Hotels        | Cofidis                 | Cofidis                 | Cofidis                 |
| Nº                         | Ciclista                   | Clas.                      | Nº                      | Ciclista                | Clas.                   | Nº                      | Ciclista                | Clas.                   |
| 31                         | Pello Bilbao               | 83º                        | 41                      | Alessandro Verre        | 77º                     | 51                      | Alex Aranburu           | 7º                      |
| 32                         | Santiago Buitrago          | 13º                        | 42                      | Anthony Delaplace       | 67º                     | 52                      | Ion Izagirre            | 66º                     |
| 33                         | Jack Haig                  | 34º                        | 43                      | Élie Gesbert            | R 6ª                    | 53                      | Jonathan Lastra         | 91º                     |
| 34                         | Robert Stannard            | R 6ª                       | 44                      | Mathis Le Berre         | 43º                     | 54                      | Jan Maas                | 108º                    |
| 35                         | Mathijs Paasschens         | 105º                       | 45                      | Thibault Guernalec      | R 6ª                    | 55                      | Stefano Oldani          | R 6ª                    |
| 36                         | Finlay Pickering           | R 6ª                       | 46                      | Martin Tjøtta           | R 6ª                    | 56                      | Anthony Perez           | 98º                     |
| 37                         | Max van der Meulen         | 53º                        | 47                      | Simon Guglielmi         | 79º                     | 57                      | Sergio Samitier         | 93º                     |
| Decathlon AG2R La Mondiale | Decathlon AG2R La Mondiale | Decathlon AG2R La Mondiale | Red Bull-Bora-Hansgrohe | Red Bull-Bora-Hansgrohe | Red Bull-Bora-Hansgrohe | Movistar Team           | Movistar Team           | Movistar Team           |
| Nº                         | Ciclista                   | Clas.                      | Nº                      | Ciclista                | Clas.                   | Nº                      | Ciclista                | Clas.                   |
| 61                         | Bruno Armirail             | 60º                        | 71                      | Florian Lipowitz        | 4º                      | 81                      | Enric Mas               | 2º                      |
| 62                         | Clément Berthet            | 11º                        | 72                      | Daniel Martínez         | 88º                     | 82                      | Jon Barrenetxea         | 94º                     |
| 63                         | Léo Bisiaux                | 25º                        | 73                      | Roger Adrià             | 103º                    | 83                      | Pablo Castrillo         | R 6ª                    |
| 64                         | Victor Lafay               | R 3ª                       | 74                      | Alexander Hajek         | 70º                     | 84                      | Jorge Arcas             | 95º                     |
| 65                         | Jordan Labrosse            | R 3ª                       | 75                      | Finn Fisher-Black       | 40º                     | 85                      | Gregor Mühlberger       | R 6ª                    |
| 66                         | Callum Scotson             | 58º                        | 76                      | Aleksandr Vlasov        | 47º                     | 86                      | Nelson Oliveira         | 33º                     |
| 67                         | Bastien Tronchon           | 45º                        | 77                      | Maxim Van Gils          | 55º                     | 87                      | Michel Hessmann         | 99º                     |
| EF Education-EasyPost      | EF Education-EasyPost      | EF Education-EasyPost      | TotalEnergies           | TotalEnergies           | TotalEnergies           | Team Picnic PostNL      | Team Picnic PostNL      | Team Picnic PostNL      |
| Nº                         | Ciclista                   | Clas.                      | Nº                      | Ciclista                | Clas.                   | Nº                      | Ciclista                | Clas.                   |
| 91                         | Ben Healy                  | 30º                        | 101                     | Mathieu Burgaudeau      | NP 4ª                   | 111                     | Warren Barguil          | 28º                     |
| 92                         | Archie Ryan                | 68º                        | 102                     | Steff Cras              | 18º                     | 112                     | Romain Combaud          | 97º                     |
| 93                         | Samuele Battistella        | R 6ª                       | 103                     | Joris Delbove           | 84º                     | 113                     | Bjoern Koerdt           | 89º                     |
| 94                         | Alex Baudin                | R 6ª                       | 104                     | Fabien Doubey           | 44º                     | 114                     | Gijs Leemreize          | 54º                     |
| 95                         | Jardi van der Lee          | 112º                       | 105                     | Fabien Grellier         | 110º                    | 115                     | Guillermo Martinez      | 71º                     |
| 96                         | Markel Beloki              | R 4ª                       | 106                     | Jordan Jegat            | 14º                     | 116                     | Oscar Onley             | 9º                      |
| 97                         | Hugh Carthy                | R 6ª                       | 107                     | Mattéo Vercher          | 87º                     | 117                     | Robbe Dhondt            | NP 4ª                   |
| Groupama-FDJ               | Groupama-FDJ               | Groupama-FDJ               | Euskaltel-Euskadi       | Euskaltel-Euskadi       | Euskaltel-Euskadi       | Soudal Quick-Step       | Soudal Quick-Step       | Soudal Quick-Step       |
| Nº                         | Ciclista                   | Clas.                      | Nº                      | Ciclista                | Clas.                   | Nº                      | Ciclista                | Clas.                   |
| 121                        | Clément Braz Afonso        | 39º                        | 131                     | Jon Aberasturi          | R 6ª                    | 141                     | Gianmarco Garofoli      | 31º                     |
| 122                        | Romain Grégoire            | 24º                        | 132                     | Mikel Bizkarra          | 48º                     | 142                     | Ethan Hayter            | 100º                    |
| 123                        | Thibaud Gruel              | 73º                        | 133                     | Gotzon Martín           | 38º                     | 143                     | James Knox              | 69º                     |
| 124                        | Guillaume Martin           | 12º                        | 134                     | Xabier Isasa            | 111º                    | 144                     | Max Schachmann          | 3º                      |
| 125                        | Rudy Molard                | 86º                        | 135                     | Txomin Juaristi         | 74º                     | 145                     | Ilan Van Wilder         | 6º                      |
| 126                        | Brieuc Rolland             | 22º                        | 136                     | Iker Mintegi            | 104º                    | 146                     | Mauri Vansevenant       | R 6ª                    |
| 127                        | Clément Davy               | R 6ª                       | 137                     | Ander Ganzabal          | 102º                    | 147                     | Louis Vervaeke          | R 6ª                    |
| Alpecin-Deceuninck         | Alpecin-Deceuninck         | Alpecin-Deceuninck         | Equipo Kern Pharma      | Equipo Kern Pharma      | Equipo Kern Pharma      | Team Jayco AlUla        | Team Jayco AlUla        | Team Jayco AlUla        |
| Nº                         | Ciclista                   | Clas.                      | Nº                      | Ciclista                | Clas.                   | Nº                      | Ciclista                | Clas.                   |
| 151                        | F. Van Den Bossche         | 92º                        | 161                     | Ibon Ruiz               | 101º                    | 171                     | Davide De Pretto        | R 6ª                    |
| 152                        | Ramses Debruyne            | 80º                        | 162                     | Pau Miquel              | 63º                     | 172                     | Eddie Dunbar            | R 6ª                    |
| 153                        | Juri Hollmann              | 81º                        | 163                     | Iván Cobo               | 19º                     | 173                     | Anders Foldager         | NP 4ª                   |
| 154                        | Jimmy Janssens             | 78º                        | 164                     | Haimar Etxeberria       | 96º                     | 174                     | Alan Hatherly           | R 6ª                    |
| 155                        | Luca Vergallito            | 16º                        | 165                     | Iñigo Elosegui          | 109º                    | 175                     | Asbjørn Hellemose       | 72º                     |
| 156                        | Tobias Bayer               | R 6ª                       | 166                     | Unai Iribar             | 23º                     | 176                     | Chris Juul Jensen       | 82º                     |
| 157                        | Emiel Verstrynge           | 56º                        | 167                     | Diego Uriarte           | 107º                    | 177                     | Mauro Schmid            | R 5ª                    |
| Burgos-Burpellet-BH        | Burgos-Burpellet-BH        | Burgos-Burpellet-BH        | Intermarché-Wanty       | Intermarché-Wanty       | Intermarché-Wanty       | Team Visma-Lease a Bike | Team Visma-Lease a Bike | Team Visma-Lease a Bike |
| Nº                         | Ciclista                   | Clas.                      | Nº                      | Ciclista                | Clas.                   | Nº                      | Ciclista                | Clas.                   |
| 181                        | Ander Okamika              | 46º                        | 191                     | Louis Barré             | NP 6ª                   | 201                     | Axel Zingle             | R 5ª                    |
| 182                        | Jambaljamts Sainbayar      | R 6ª                       | 192                     | Kamiel Bonneu           | 85º                     | 202                     | Sepp Kuss               | R 6ª                    |
| 183                        | José Luis Faura            | 65º                        | 193                     | Alexander Kamp          | NP 6ª                   | 203                     | Wilco Kelderman         | 17º                     |
| 184                        | Hugo de la Calle           | 41º                        | 194                     | Gerben Kuypers          | 49º                     | 204                     | Thomas Gloag            | R 6ª                    |
| 185                        | José Manuel Díaz           | 26º                        | 195                     | Tom Paquot              | NP 6ª                   | 205                     | Ben Tulett              | NP 5ª                   |
| 186                        | Eric Fagúndez              | 64º                        | 196                     | Lorenzo Rota            | R 6ª                    | 206                     | Attila Valter           | 27º                     |
| 187                        | Sinuhé Fernández           | 59º                        | 197                     | Luca Van Boven          | NP 6ª                   | 207                     | Victor Campenaerts      | NP 3ª                   |
| Caja Rural-Seguros RGA     | Caja Rural-Seguros RGA     | Caja Rural-Seguros RGA     | XDS Astana Team         | XDS Astana Team         | XDS Astana Team         | Tudor Pro Cycling Team  | Tudor Pro Cycling Team  | Tudor Pro Cycling Team  |
| Nº                         | Ciclista                   | Clas.                      | Nº                      | Ciclista                | Clas.                   | Nº                      | Ciclista                | Clas.                   |
| 211                        | Fernando Barceló           | R 6ª                       | 221                     | C. Champoussin          | 10º                     | 231                     | Marc Hirschi            | 62º                     |
| 212                        | Joan Bou                   | 57º                        | 222                     | Anthon Charmig          | R 5ª                    | 232                     | Jacob Eriksson          | 106º                    |
| 213                        | Iúri Leitão                | R 3ª                       | 223                     | Florian Kajamini        | NP 2ª                   | 233                     | Julian Alaphilippe      | R 6ª                    |
| 214                        | Joel Nicolau               | 35º                        | 224                     | Anton Kuzmin            | R 6ª                    | 234                     | Yannis Voisard          | 29º                     |
| 215                        | Tomas Silva                | 32º                        | 225                     | Ide Schelling           | R 6ª                    | 235                     | Fabian Weiss            | NP 6ª                   |
| 216                        | Tyler Stites               | R 4ª                       | 226                     | Harold Tejada           | 21º                     | 236                     | Hannes Wilksch          | 75º                     |
| 217                        | Julen Arriola-Bengoa       | 61º                        | 227                     | Simone Velasco          | 8º                      | 237                     | Luc Wirtgen             | R 6ª                    |

### Legenda
| Legenda | Legenda | Legenda | Legenda                                                       |
| ------- | --- | ------- | ------------------------------------------------------------- |
| Nº      | Dorsale di partenza del ciclista | Clas.   | Posizione finale nella classifica generale                    |
|         | Indica il vincitore della classifica generale                                                                                        |         | Indica il vincitore della classifica scalatori                |
|         | Indica il vincitore della classifica a punti                                                                                         |         | Indica il vincitore della classifica dei giovani              |
| NP      | Indica un ciclista che non è ripartito in una tappa la mattina                                                                       | R       | Indica un ciclista che si è ritirato in una tappa             |
| FT      | Indica un ciclista che ha concluso una tappa fuori tempo, ossia ha impiegato più tempo rispetto a quanto stabilito dal tempo massimo | SQ      | Corridore squalificato per non aver rispettato il regolamento |